# 阿旃陀石窟
20°33′12″N 75°42′00″E / 20.55333°N 75.70000°E
阿旃陀石窟（अजिंठा-वेरूळची लेणी；），《大唐西域記·摩訶剌侘國》稱之爲阿折羅伽藍及石窟，是一個位於印度的佛教石窟群，也是印度最大的石窟遺址。阿旃陀石窟位于马哈拉施特拉邦北部文达雅山的悬崖上，大约建于公元前2世纪至公元後7世纪期間建造。石窟始建時，正值阿育王时代。石窟內的壁畫及雕塑被視為是佛教藝術及世界繪畫藝術裡的經典。
石窟主要由举行佛教仪式的支提（chaitya，塔庙，9，10，19，26，29号窟）与供僧侣修行用的毗诃罗（vihara，精舍、僧房之意）两种类型，共有29座石窟。一号石窟的释迦牟尼雕像正面表现沉思、左面表现微笑、后面表现凝视，其拱门及石柱上雕刻有飞天仙女，大厅墙壁绘有五百罗汉像。

## 发现过程
1819年，海德拉巴邦的藩王招待英国军官约翰·史密斯一起猎虎，史密斯追踪一头巨大的老虎来到溪谷，在断崖上举枪瞄准对岸之际，老虎在布满植物的岩壁上消失不见了。史密斯仔细观察岩壁，似乎看到一些雕塑，于是报告了藩王。藩王下令清理岩壁上的植物，原先在植物遮掩下的石窟终于显露出来。第10窟的岩壁上至今刻着“约翰·史密斯，1819”，据说那只老虎就是在这里逃遁的。

## 地理位置
石窟位于德干高原的温迪亞山脈的上，距离阿金萨（Ajintha）村3.5公里处，在一个林木茂盛的马蹄形溪谷中。较近的城镇有60公里远的加尔冈和70公里远的布萨瓦尔。河谷底部是瓦格河（Waghur）。根据印度官方考古调查的数字，沿途有29个洞窟，分布在河谷南侧陡峭的岩壁上，距离河面大约35到110英尺。
每个石窟的大小不一，最大可达52英尺。一般是方形的，内部装饰差别很大，有的简单有的富丽，有的带有门廊。每个石窟都有一个厅堂，在早期部派佛教时期的洞窟里不一定有佛龛，因为那时洞窟主要用于居住和集会；后期，佛龛常见于后墙，一般塑有说法相（又称持法轮印）的佛像；在最近期的洞窟里，两侧的墙上、门廊上、前庭也出现了佛像。洞窟的正面一般都装饰有雕刻，内墙和天花板则装饰有壁画。

## 两个时期
过去学者们倾向于将洞窟分为三组，最早的一组洞窟形成于前200年到200年，第二组约为6世纪，而第三组约为7世纪的作品。近来更多的研究将石窟主要分为两个时期，一是部派佛教时期（9，10，12，13，15A号窟），二是大乘佛教时期。第二个时期比第一个时期要晚3个世纪左右，也被人称为伐迦陀迦时期，因为当时的统治王朝是伐迦陀迦王朝的瓦萨贾马支系。这一时期的具体开始时间一直争执不下，近期趋同的结论大约是在5世纪左右。根据华尔特·斯宾克（Walter M. Spink）的研究，大乘佛教时期的洞窟主要修建于462年到480年间。1~8、11、14~29号洞窟均属于这个时期。其中8号洞窟以前曾被归为部派佛教时期，但近来的研究则确认其应为大乘佛教时期的作品。
英国人将洞窟称为Cave Temples，事实上这是不准确的，这里的洞窟更近似修道的场所而非寺庙。玄奘法师曾提到，著名的僧人和佛学家陈那（Dinnaga）曾经在此修行。
在鼎盛时期，这里的洞窟中居住了几百人，可惜的是伐迦陀迦时期的洞窟都没有最终完工，因为伐迦陀迦王朝于5世纪突然覆灭了，导致阿旖陀的工程也突然停止。这一观点最初由华尔特·斯宾克提出，后来逐渐被人们所接受。

## 照片

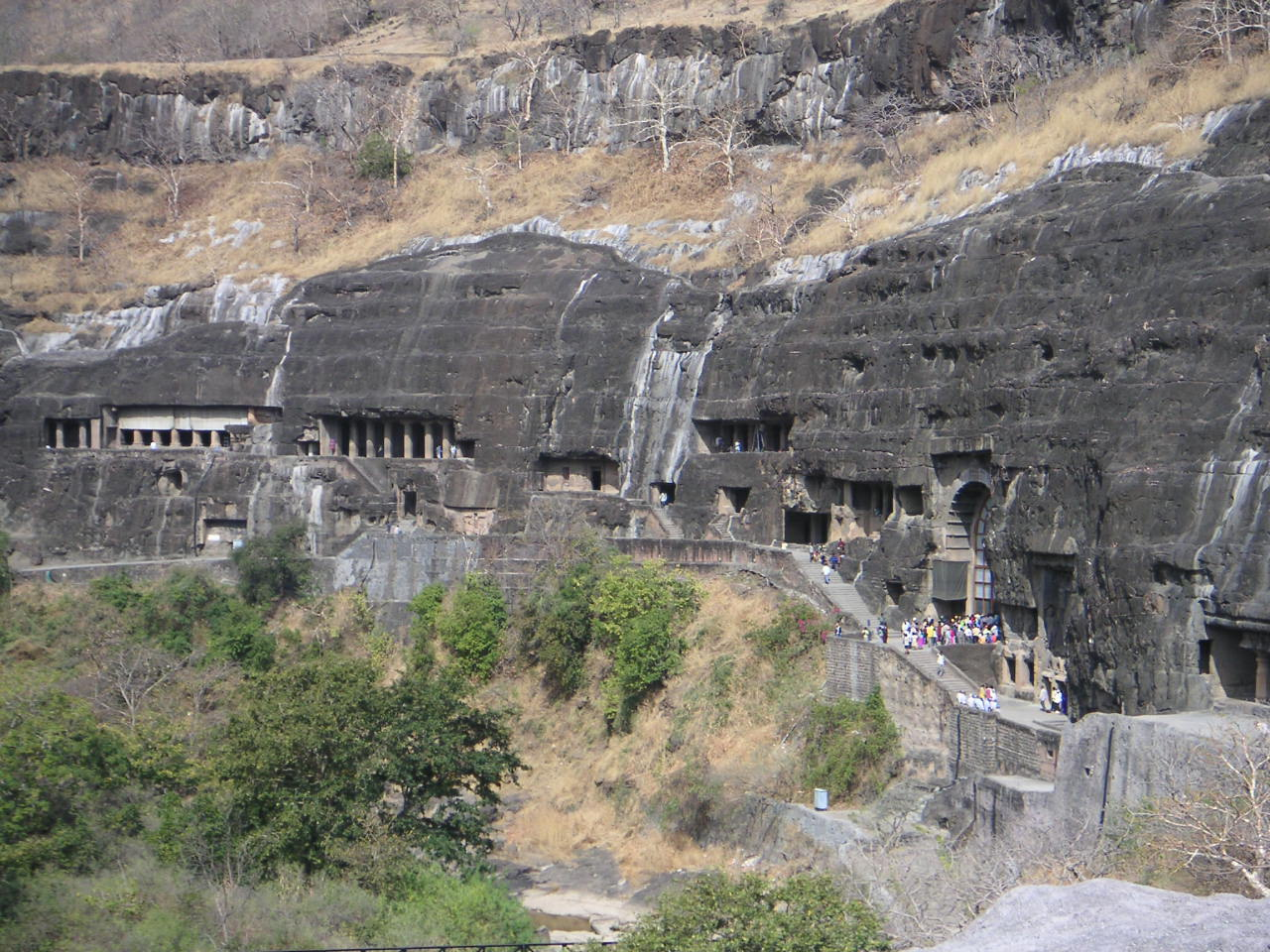
石窟外貌
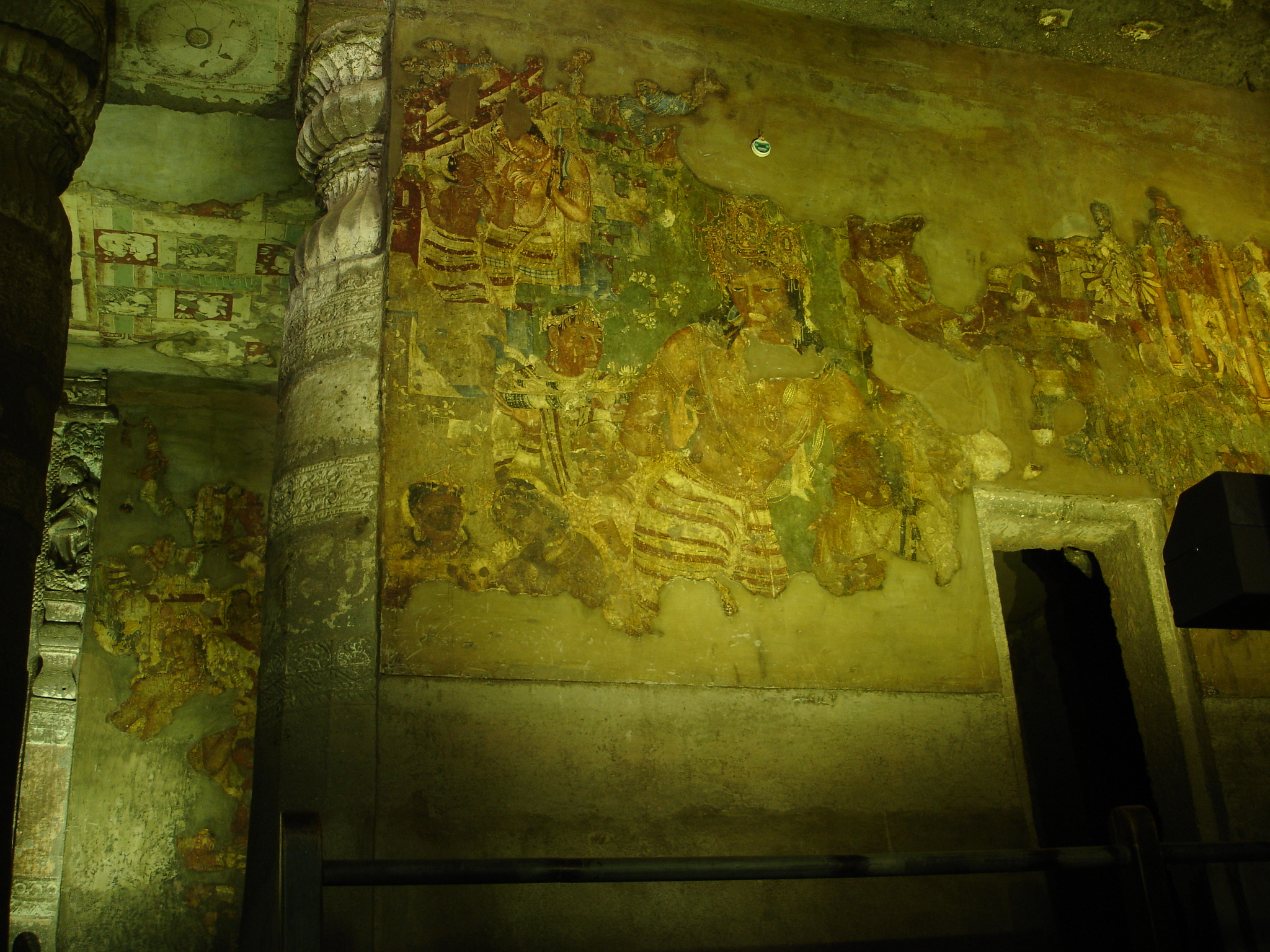
一號石窟
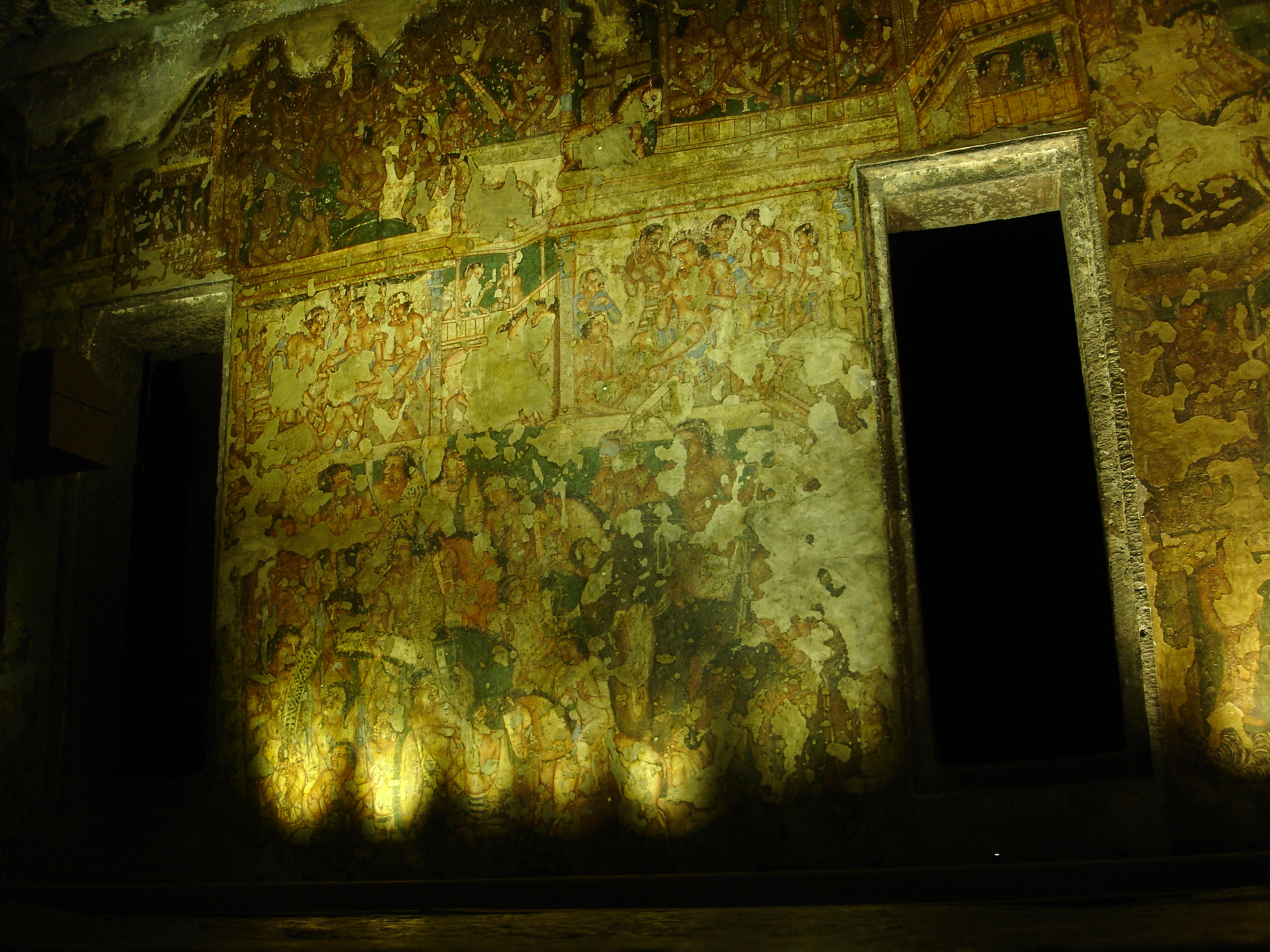
二號石窟
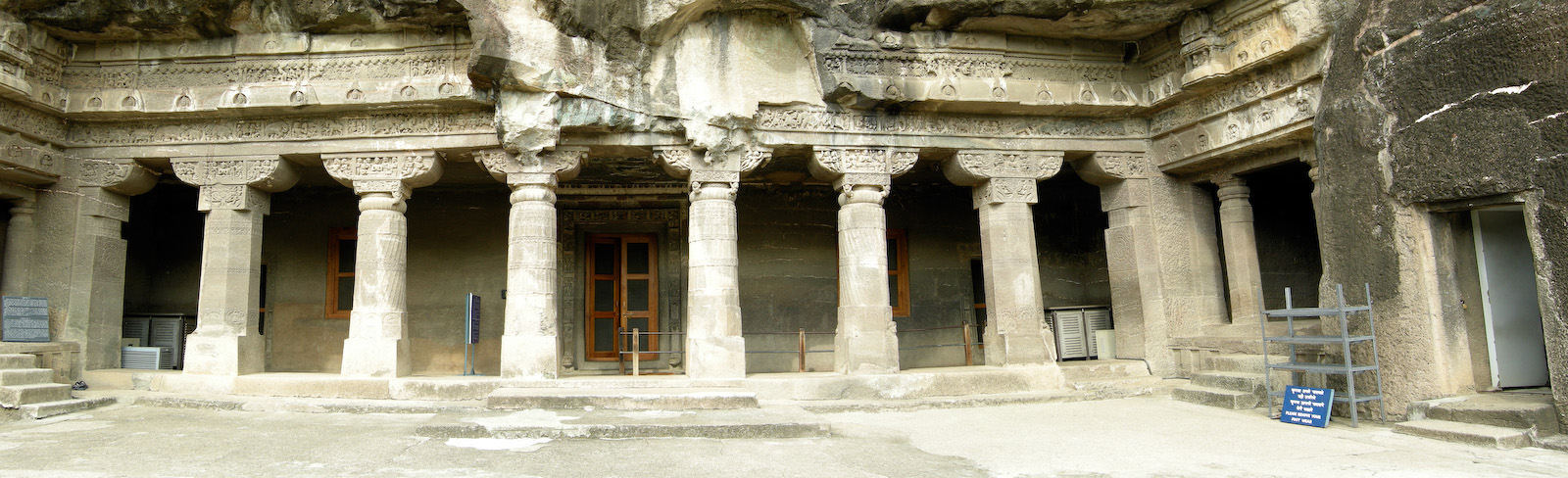
一號石窟外空地
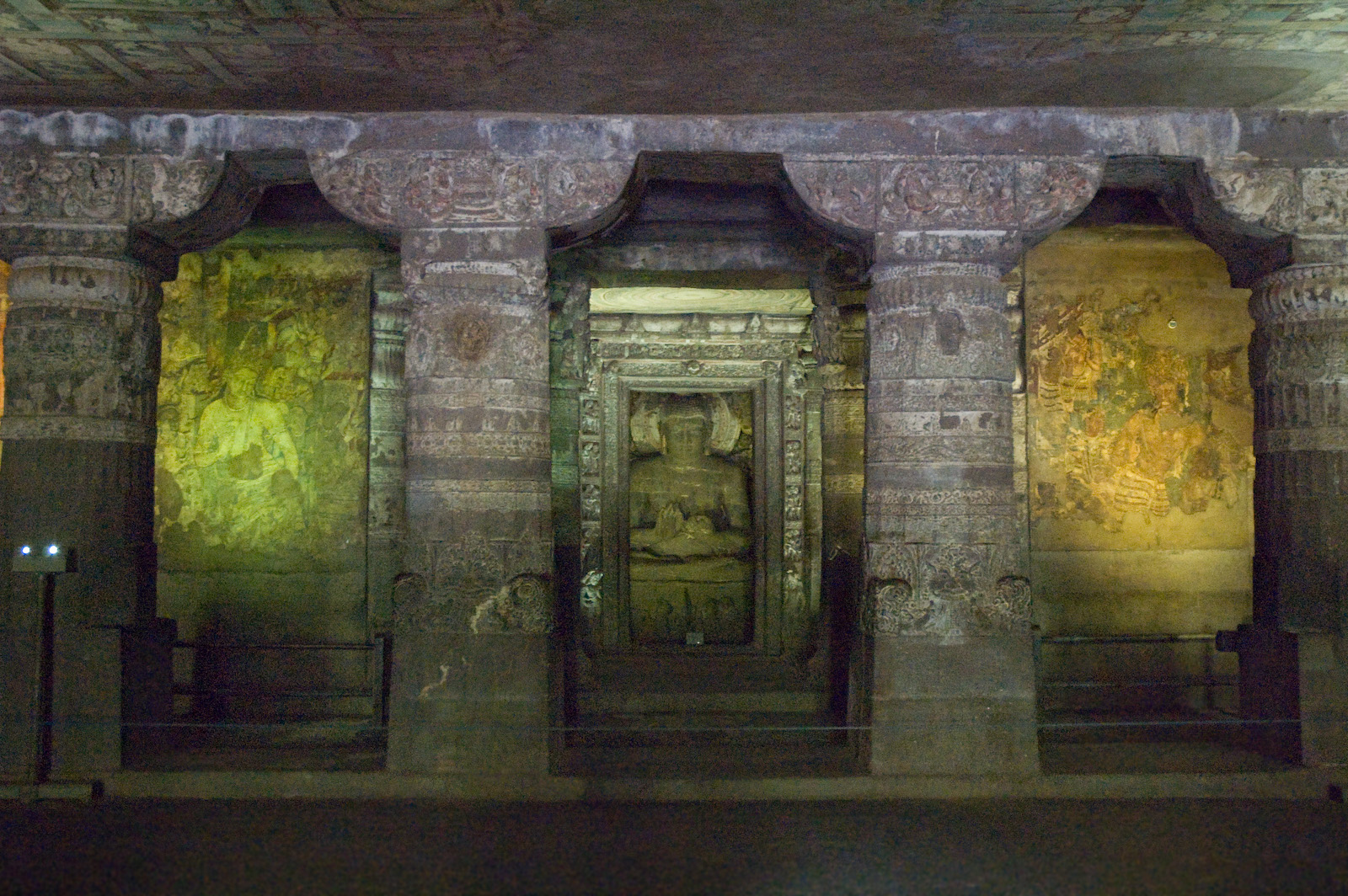
一號石窟內殿
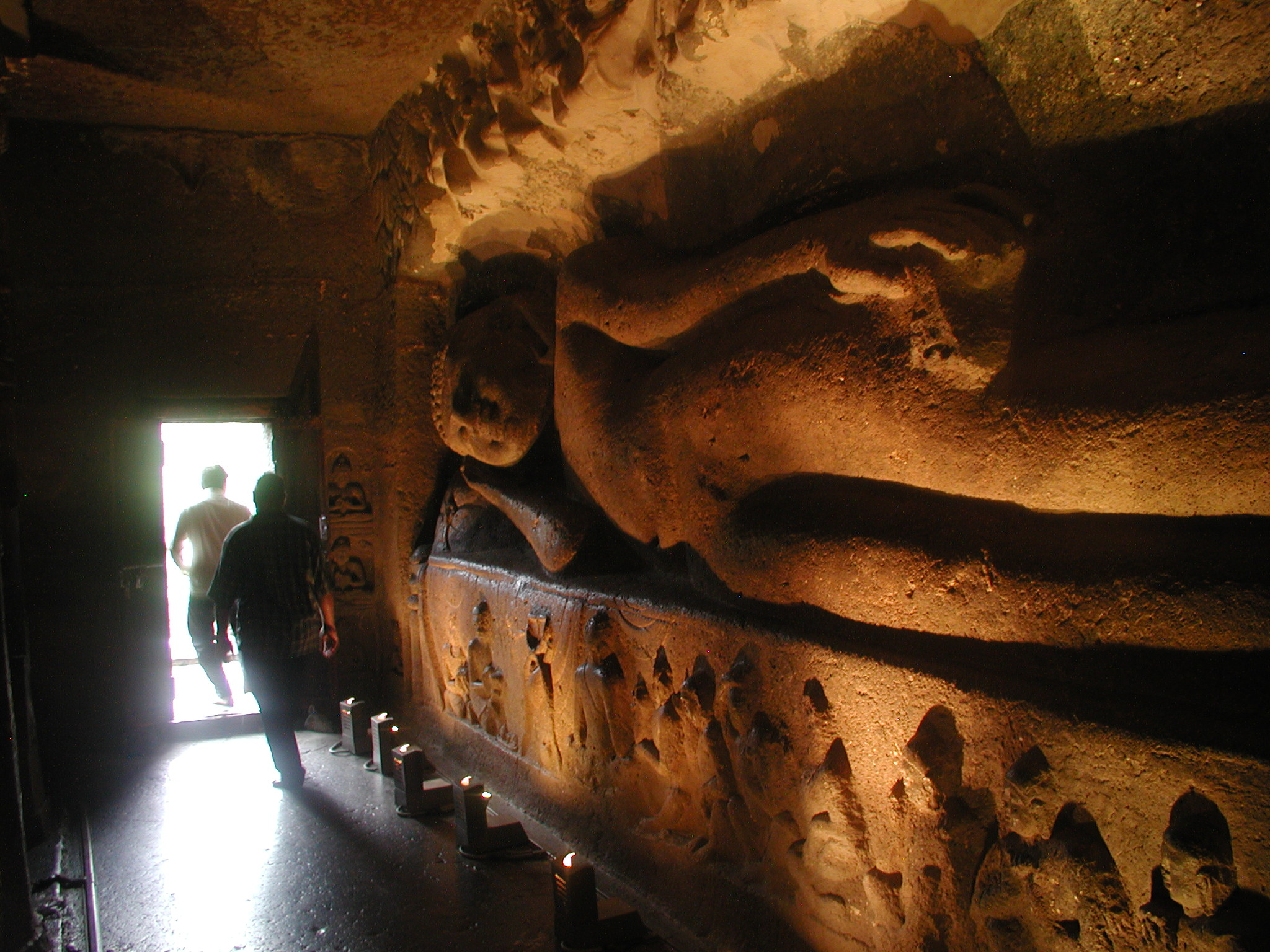
臥佛石刻
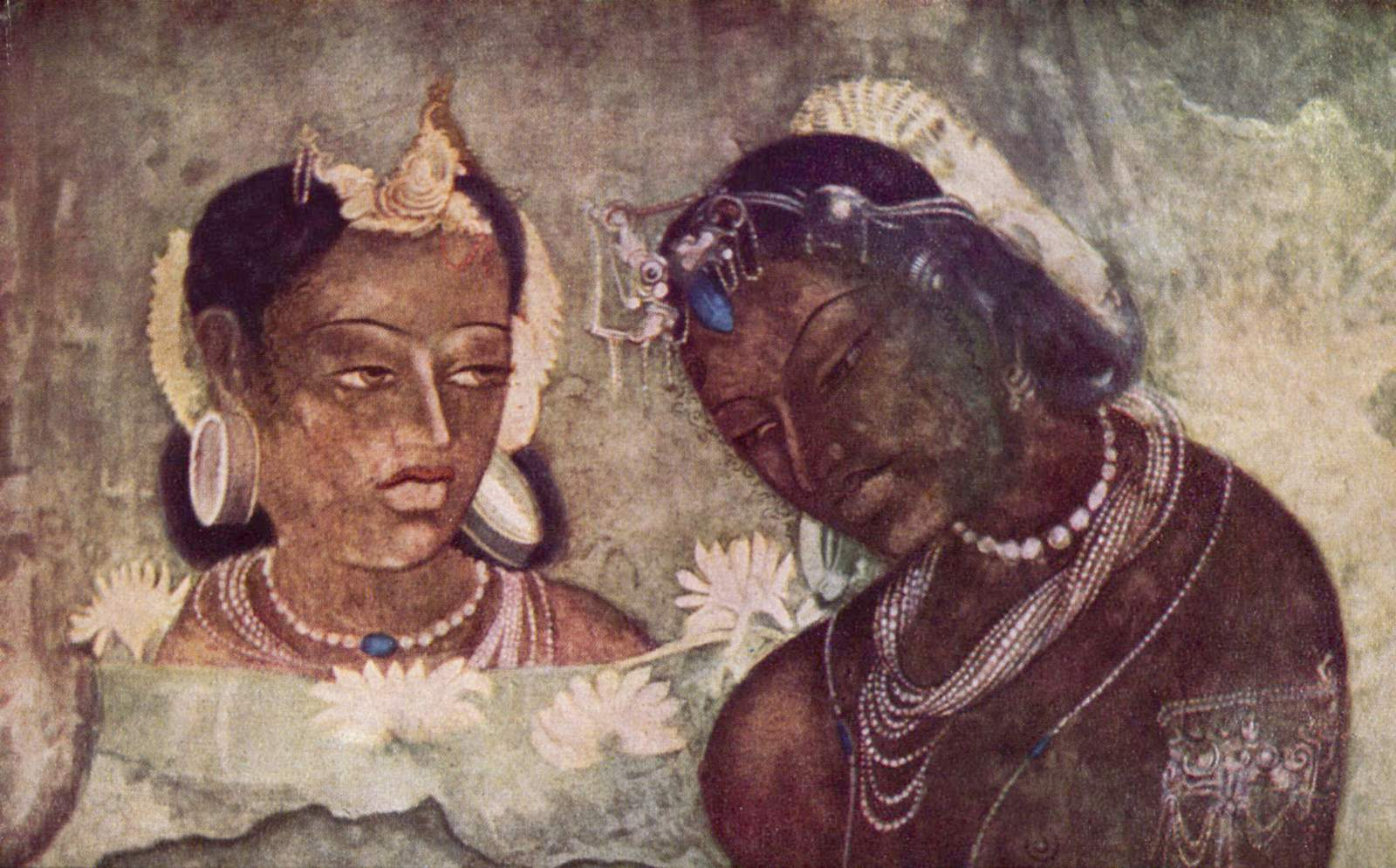
公主與僕人
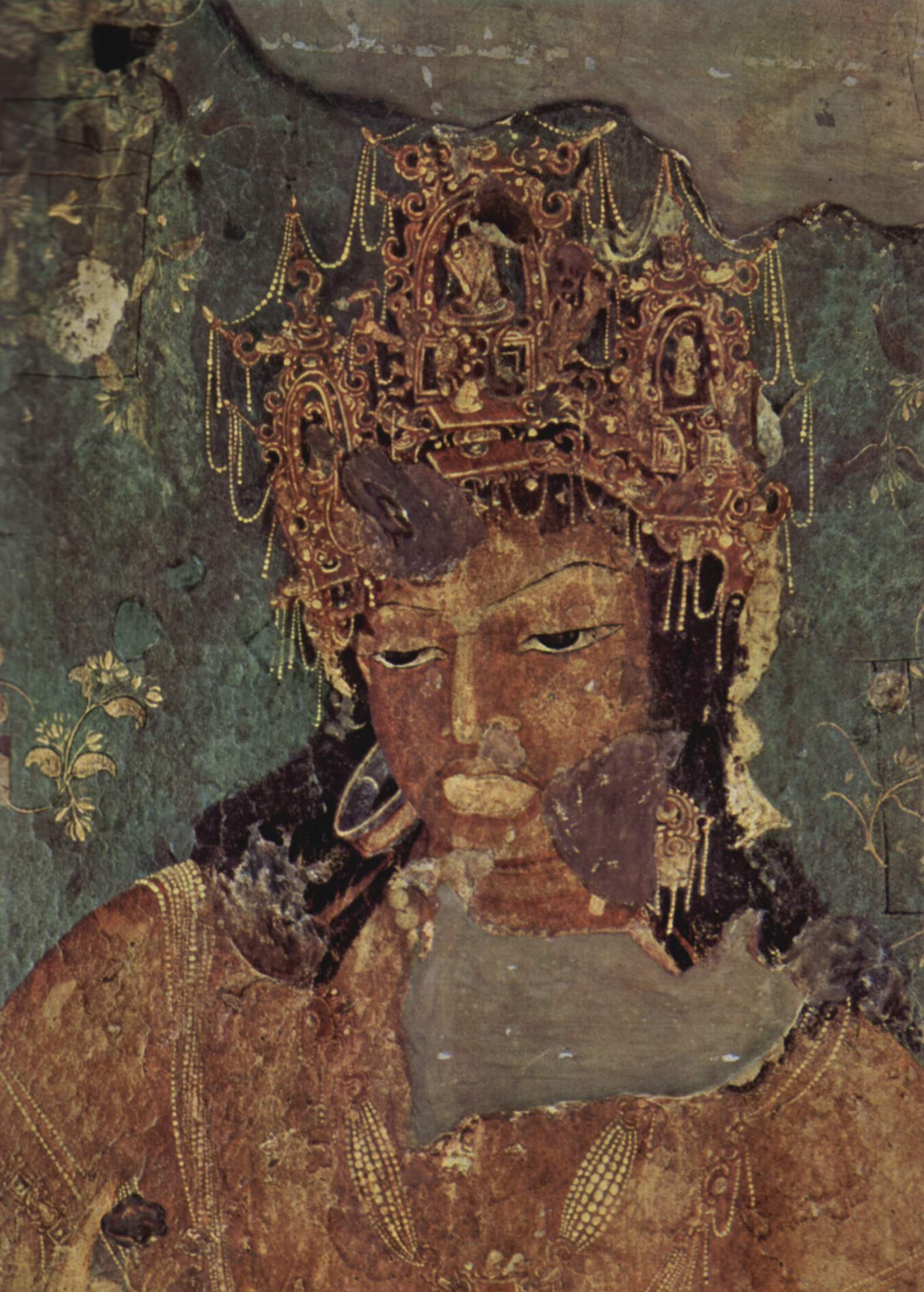
金剛手菩薩壁畫
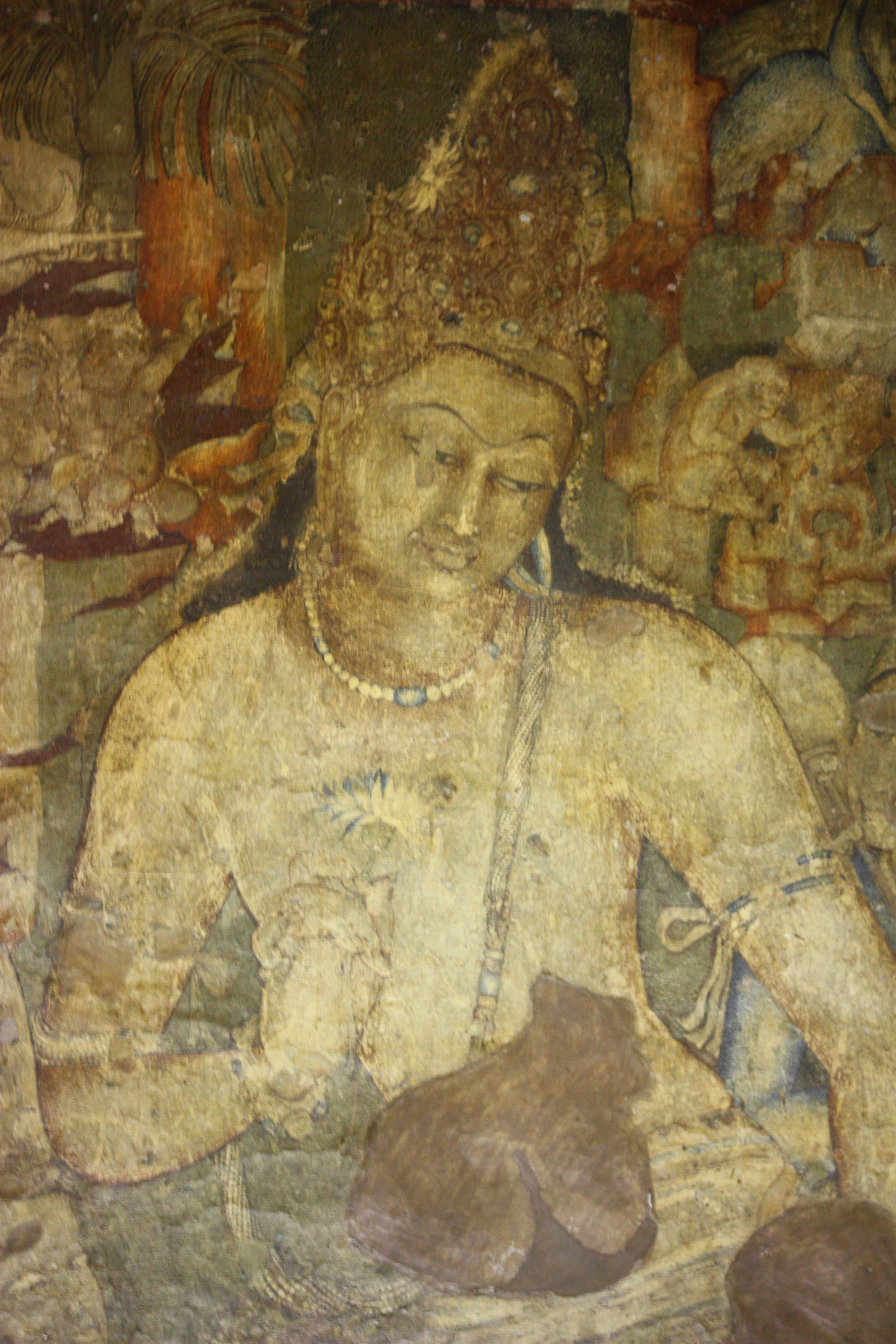
蓮花手菩薩壁畫
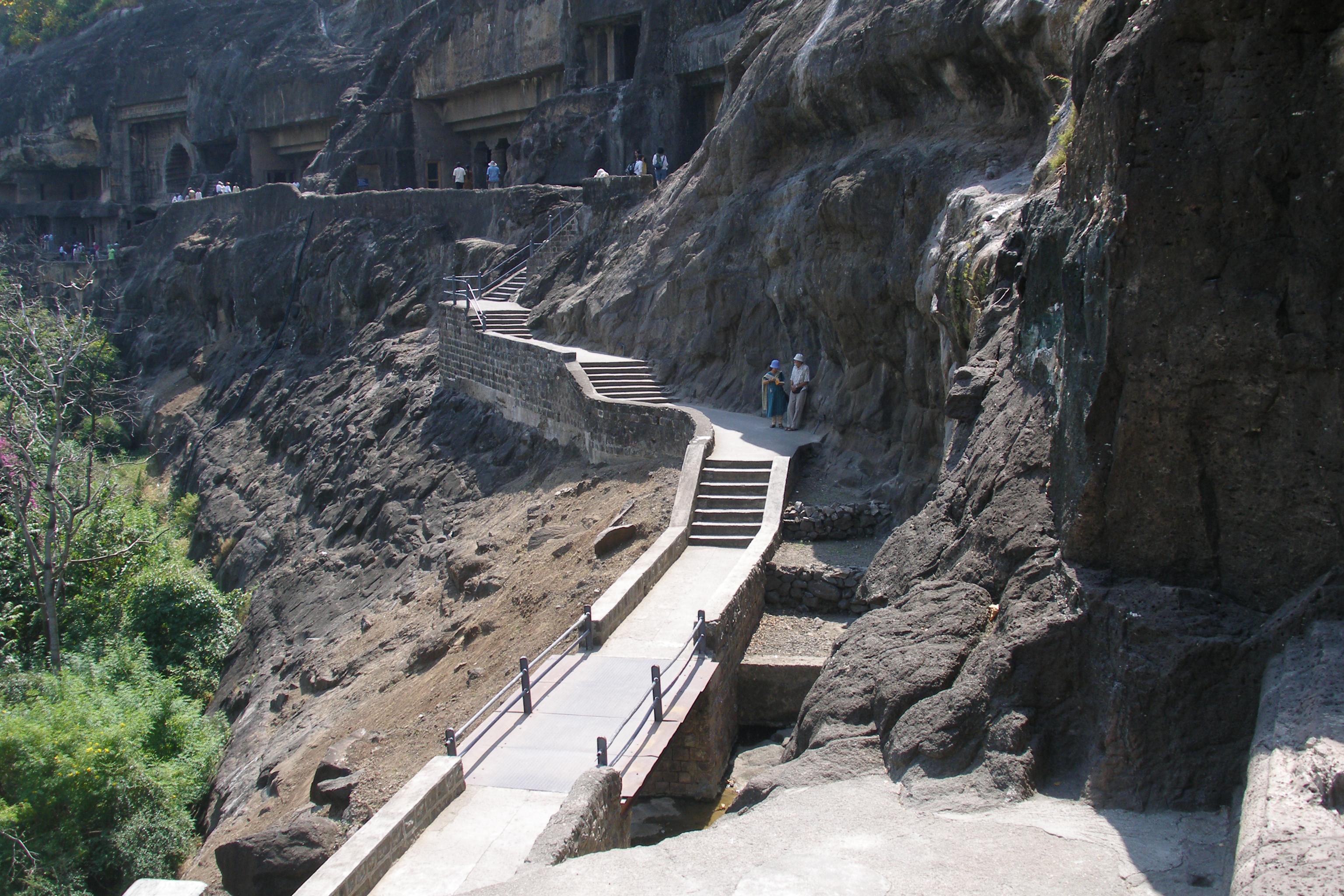
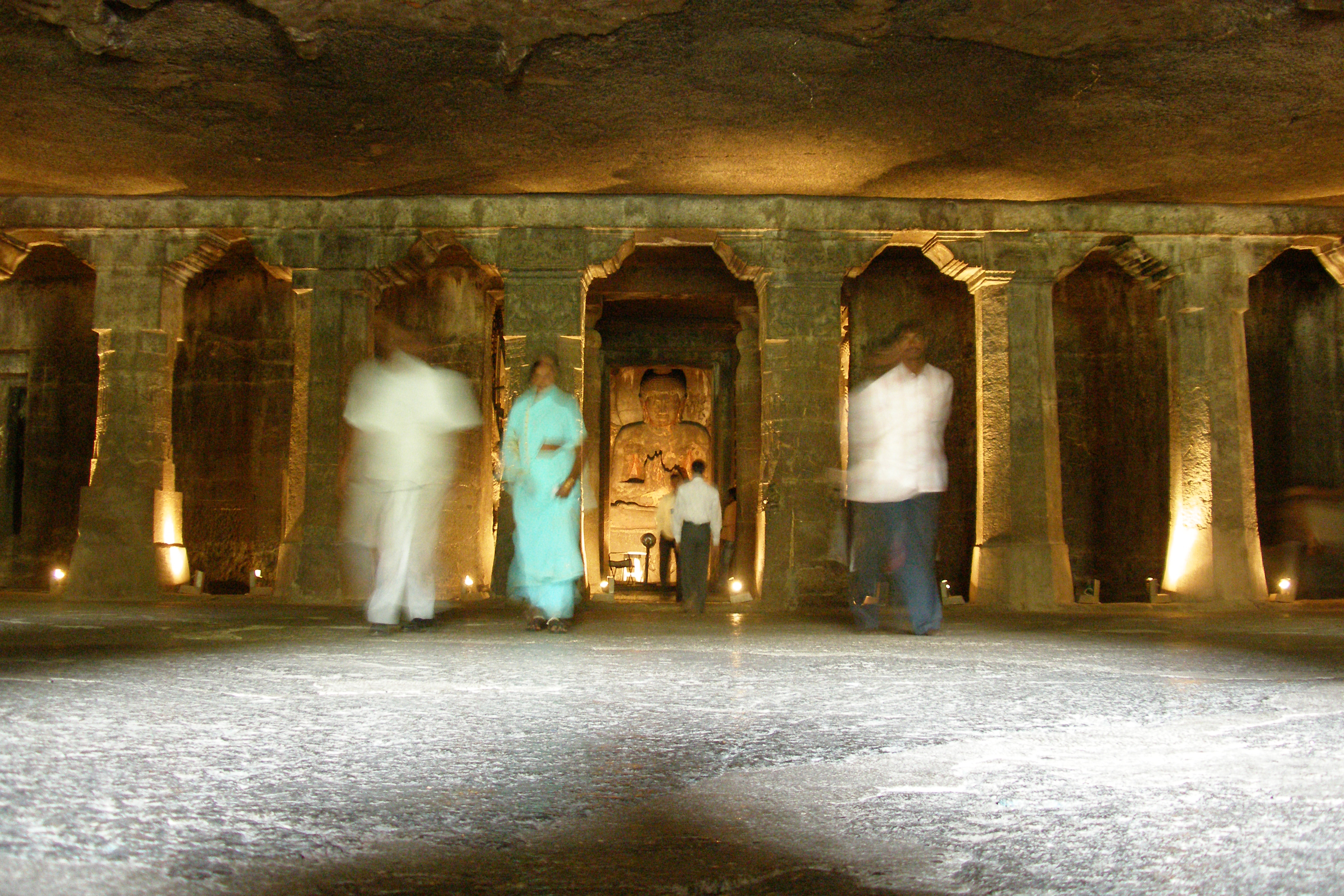
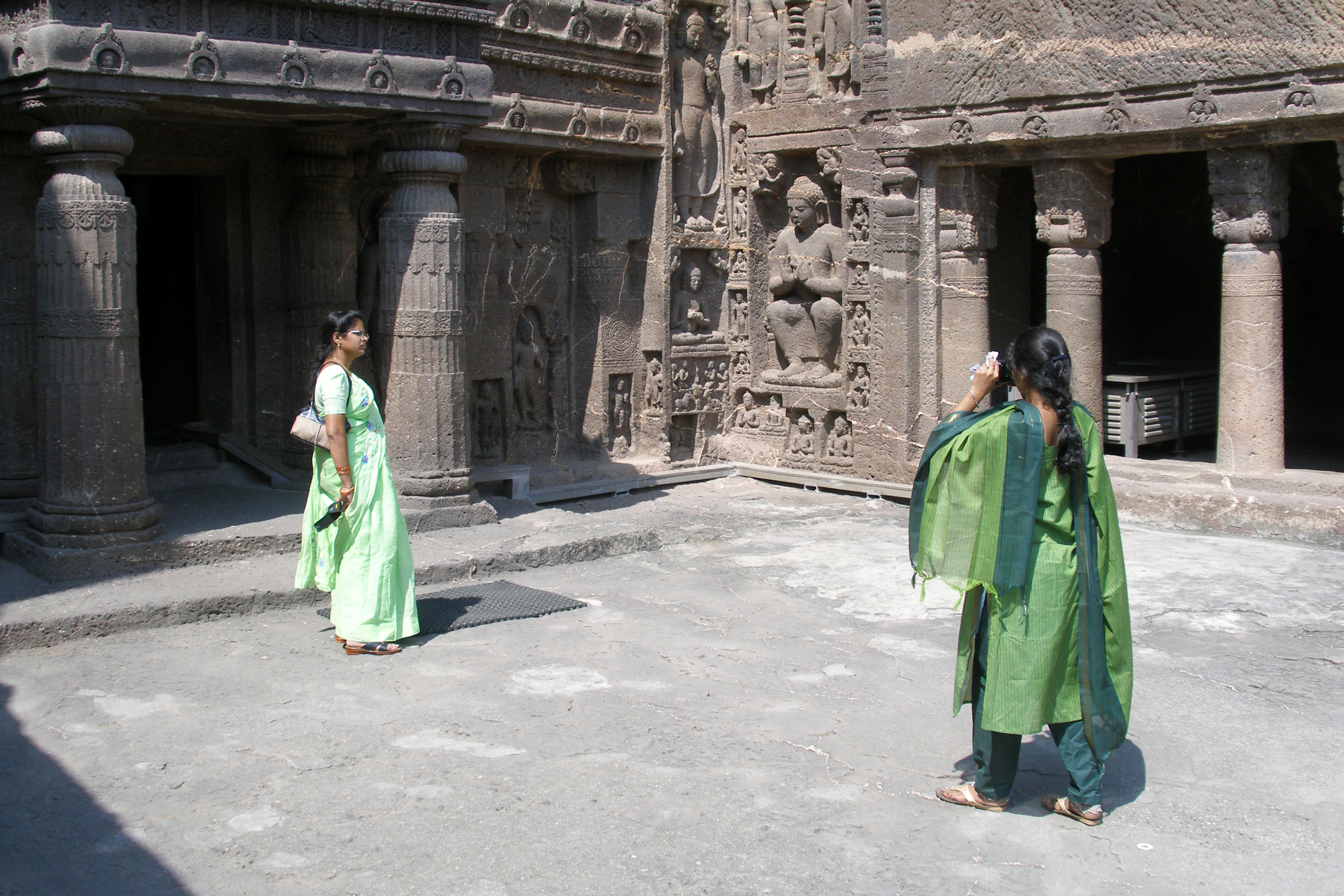
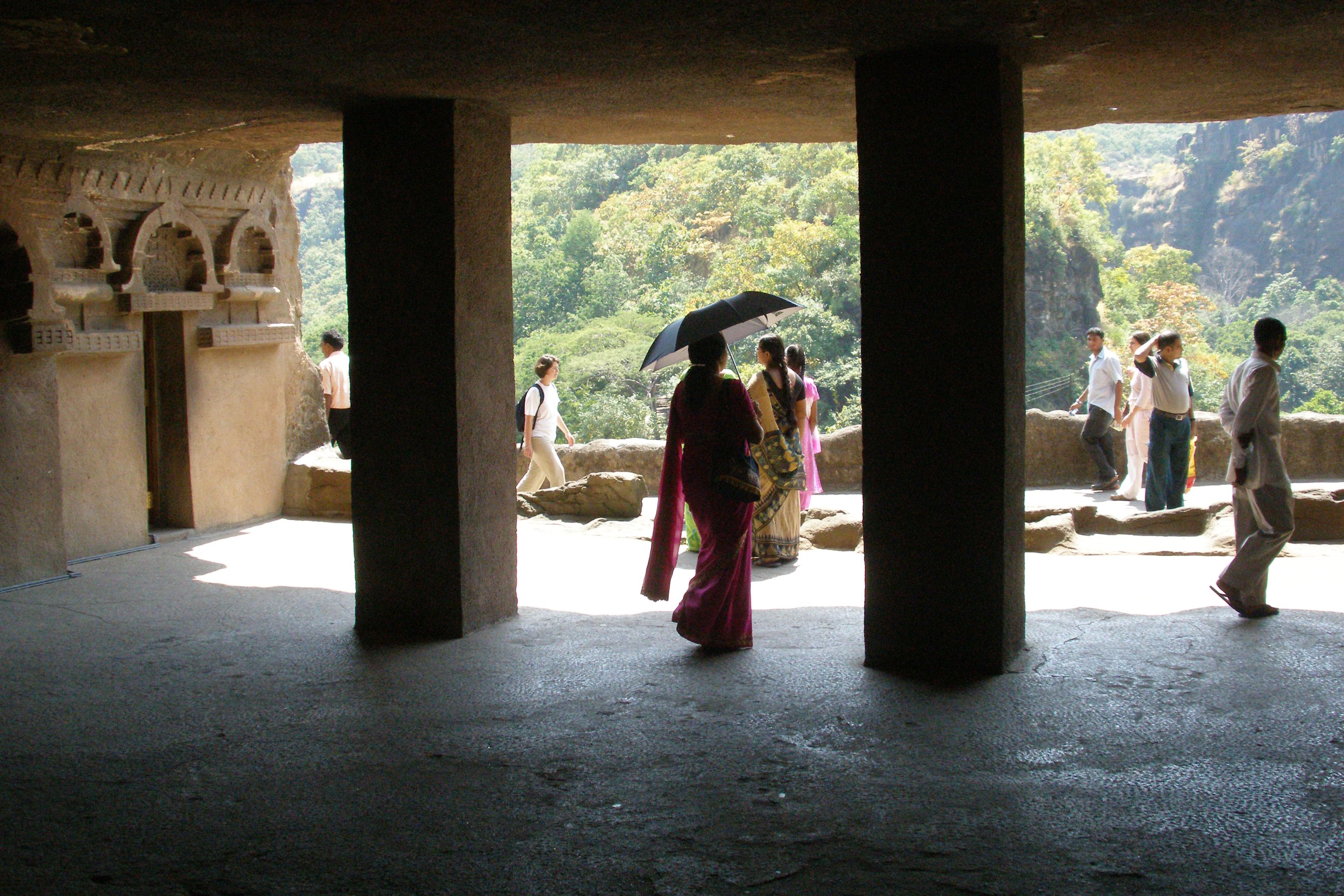
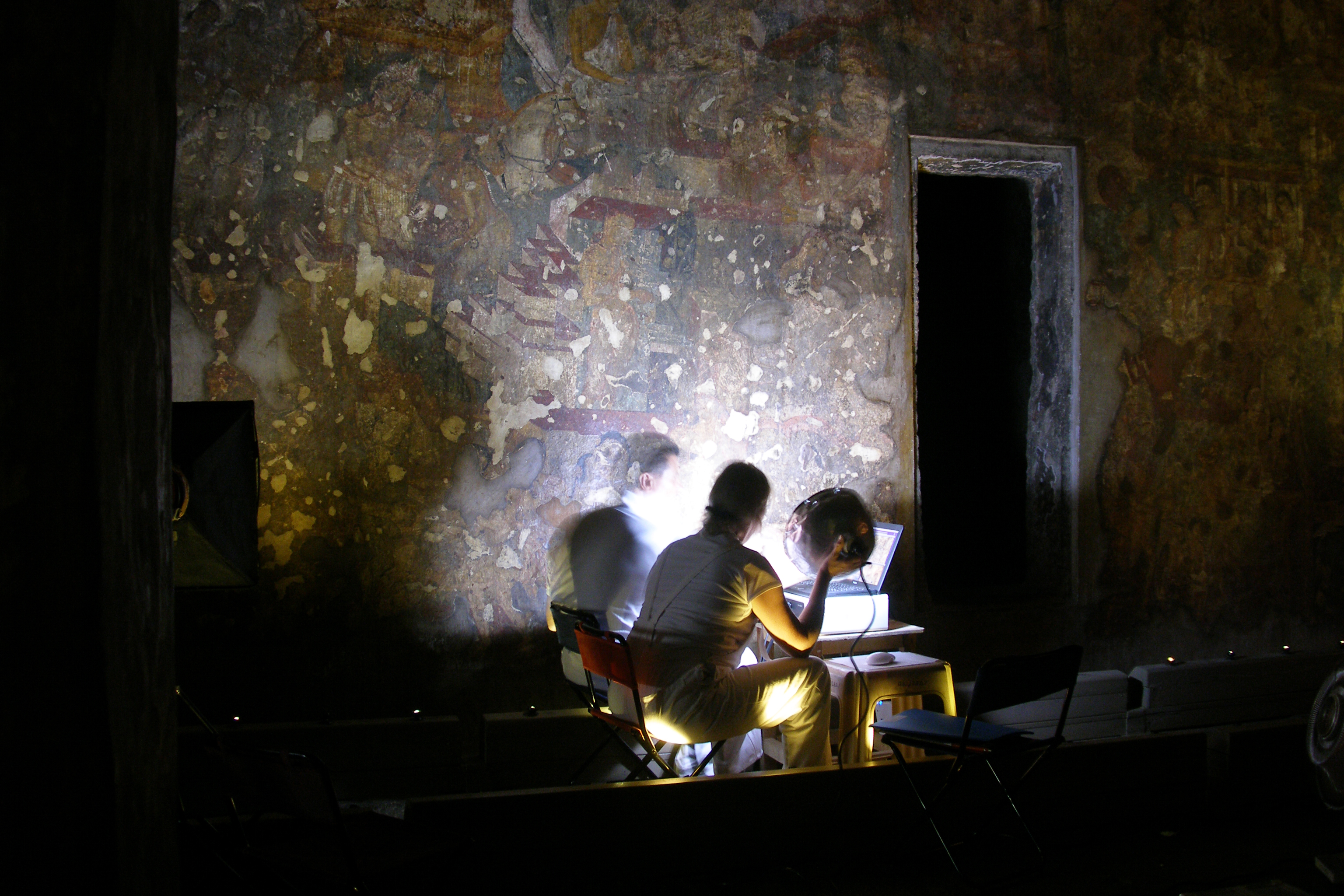
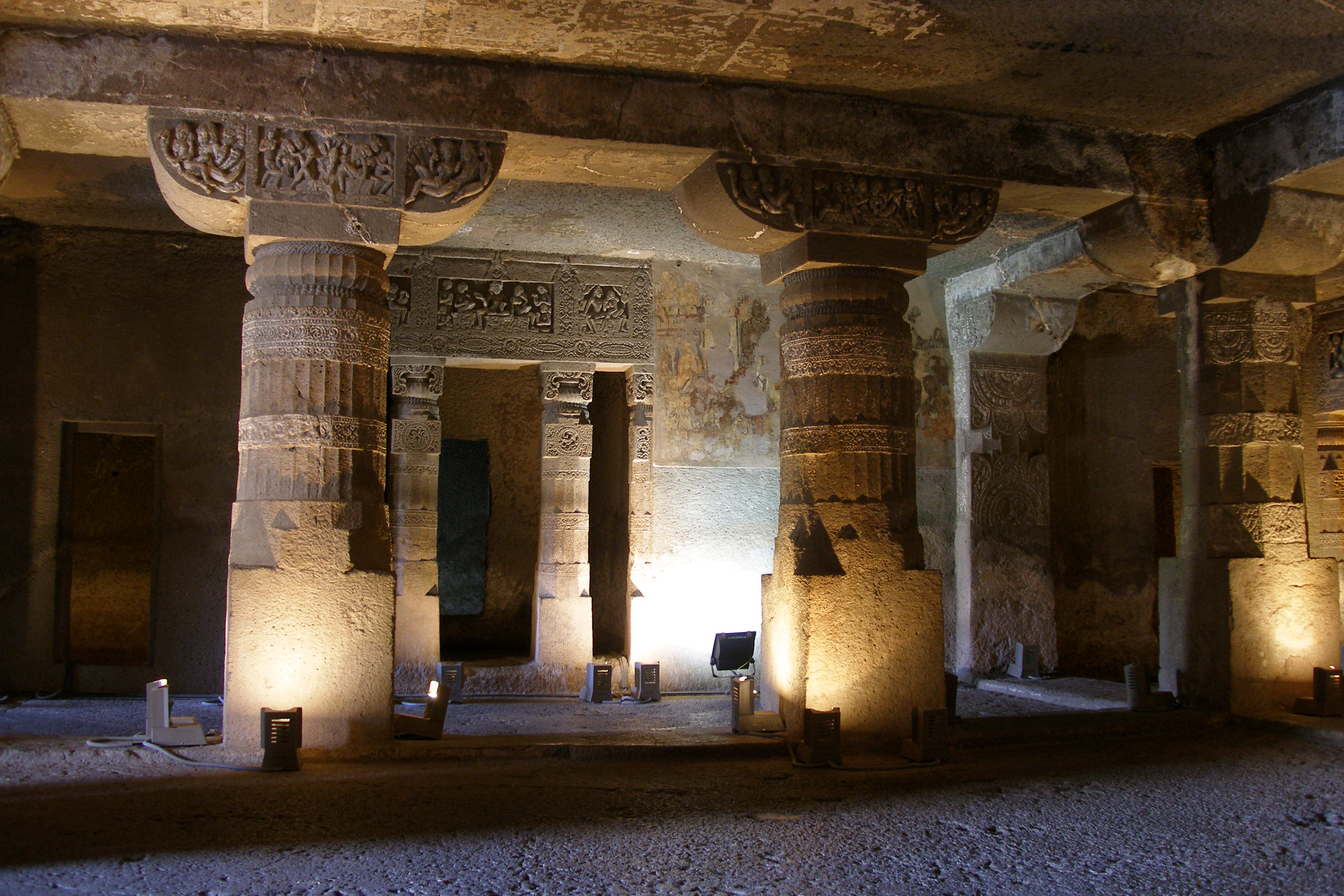
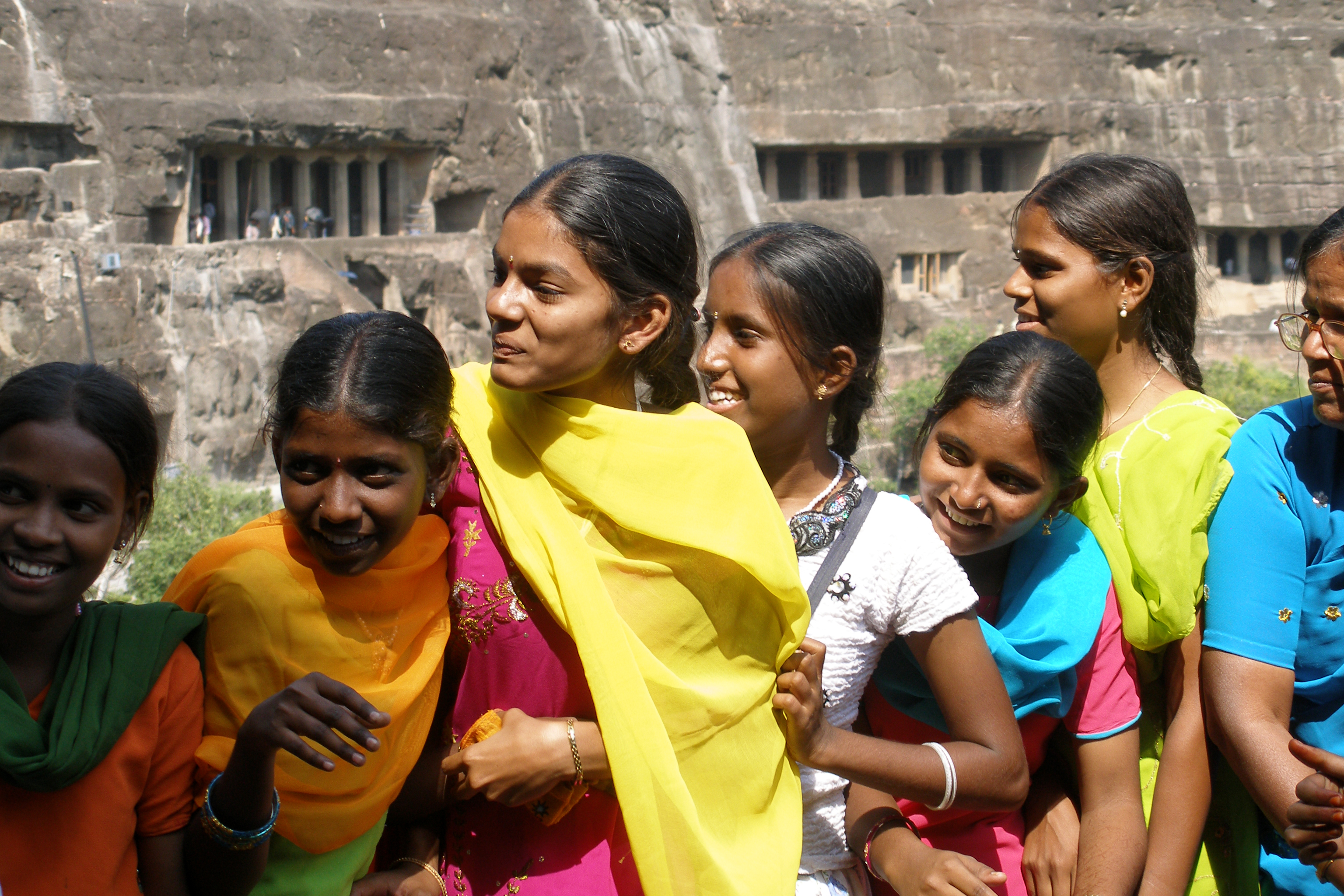

## 外部連結
- Ajanta Caves Bibliography （页面存档备份，存于）, Akira Shimada (2014), Oxford University Press
- The Early Development of the Cave 26-Complex at Ajanta
- The Greatest Ancient Picture Gallery. William Dalrymple, New York Review of Books (23 Oct 2014) （页面存档备份，存于）
- Ajanta Caves in UNESCO List （页面存档备份，存于）
- Google Streetview Tours of each Cave of Ajanta （页面存档备份，存于）
- Inscriptions with Translations: Ajanta Caves （页面存档备份，存于）, Richard Cohen